# Washington (Maine)
Washington – miasto w Stanach Zjednoczonych, w stanie Maine, w hrabstwie Knox.